# Royal Lodge

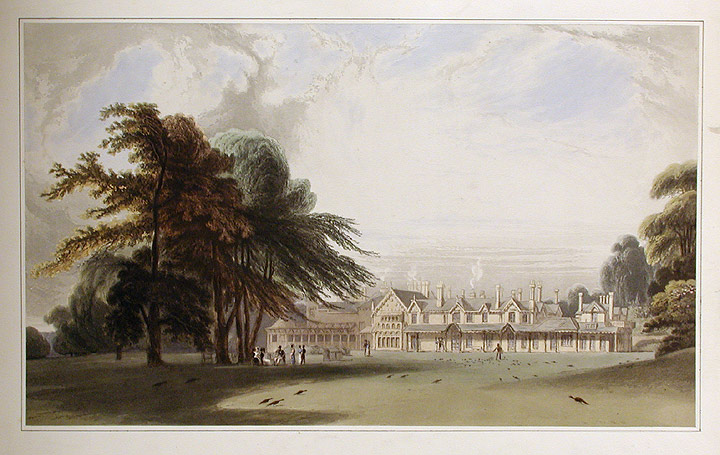
O Royal Lodge em 1827.

O Royal Lodge (em português: Chalé Real) é um palácio da Inglaterra localizado no Grande Parque de Windsor, a cerca de meia milha a Norte do Cumberland Lodge e a 3 milhas do Castelo de Windsor. Foi a residência da Rainha Isabel, a Rainha-Mãe, em Windsor, a partir de 1952 até à sua morte, em 2002. Desde 2004 é a residência oficial do príncipe André, Duque de Iorque. Em 2023, o rei Carlos III deseja que o irmão abandone a propriedade e se mude para Frogmore Cottage. André não reconheceu a autoridade do irmão e recusou-se sair.

## História

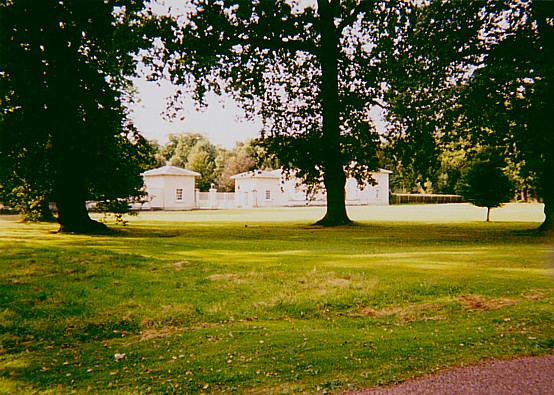
Entrada do Royal Lodge.

O Royal Lodge data, originalmente, de meados do século XVII, existindo uma casa no local em 1662. Em 1750, a pequena casa de tijolo em Estilo Rainha Ana era utilizada em conjunto com a leitaria adjacente. Por esta época era conhecido como o Pavilhão Baixo (Lower Lodge), para distinguir-se de Cumberland Lodge, este conhecido como o Grande Pavilhão (Great Lodge), ou como Pavilhão da Leitaria (Dairy Lodge). 
A partir de meados do século XVIII serviu de residência ao topógrafo militar e artista Thomas Sandby (irmão do mais conhecido Paul), como encarregado da vigilância do Grande Parque. A casa era então conhecida como Deputy Ranger’s House. 
O edifício foi ampliado a partir em 1792, sendo o lar, depois da morte de Sandby, de Joseph Frost, o administrador do Parque e mais tarde do Superintendente Geral das Quintas. 
Jorge, Príncipe de Gales (mais tarde Rei Jorge IV) planeou reconstruir Cumberland Lodge depois de se tornar Príncipe Regente. Usou, então a Lower Lodge como acomodação temporária. Foram empreendidas alterações e adições por John Nash a pedido do Príncipe de Gales. 
Passou, então, a ser uma grande e elaborada cottage no estilo contemporâneo de cottage orné (cotage ornamentada), com telhados de palha, verandas e uma Estufa. Tornou-se conhecido como o Cottage do Príncipe Regente (Prince Regent’s Cottage) depois que o Príncipe se mudou para ali em 1815. A renovação de Cumberland Lodge foi abandonada. 
Foram feitas adições depois de 1820. Em 1823, Jeffry Wyatt (mais tarde Sir Jeffry Wyattville) sucedeu a Nash como arquitecto, e o edifício, agora conhecido como o Cottage do Rei (King’s Cottage) ficou conhecido como Royal Lodge no final da década de 1820.
Depois de, em 1830, o Rei Guilherme IV ter ordenado a demolição de todo o edifício, excepto a estufa, o Royal Lodge tornou-se, novamente, uma residência Real em 1840, tendo sido usado para acomodar vários oficiais do Corpo de Pessoal Doméstico Real em 1843 e entre 1873 e 1931. 
Em 1931 foi concedido aos Duques de Iorque (mais tarde o Rei Jorge VI e a Rainha Isabel). Depois da morte de Jorge VI, a Rainha Mãe continuou a usar o palácio como seu refúgio rural até ao seu falecimento, em 2002. 
Depois de extensas renovações, o príncipe André, Duque de Iorque mudou-se, em 2004, para o Royal Lodge, tendo deixado vago o Sunninghill Park.
Em 2024, o Rei Carlos III tem vindo a insistir com André para que abandone a propriedade e que passe a ocupar Frogmore Cottage, que foi a casa escolhida pela família real para Harry e Meghan se instalarem após o casamento.

## Estrutura

### O palácio
Foram acrescentadas alas em cada flanco na década de 1930. Existem dois pavilhões à entrada, e grupos de três cottages em cada lado. O edifício principal possui trinta salas, incluindo sete quartos e um salão. A estufa original ainda sobrevive.

### A capela
A capela do Royal Lodge foi substancialmente reconstruída na década de 1860 por Samuel Sanders Teulon e Anthony Salvin, com uma nova capela-mor e uma janela a Este em memória da mãe da Rainha Vitória, Vitória, Duquesa de Kent. A capela reconstruída foi consagrada em 1863, e um culto de dedicação foi conduzido por Samuel Wilberforce, Bispo de Oxford, em 1867. 
A capela foi alterada depois de 1936 por Sir Edward Maufe, com um novo tecto na capela-mor e na área reservada aos assentos Reais, novos espaços para o coro e armação para um novo órgão.

## O parque
Os campos do Royal Lodge estendem-se por 90 acres, parcialmente sob a responsabilidade do seu próprio jardineiro-chefe, mas na maior parte entregue aos cuidados dos Comissários das Propriedades da Coroa. Enquanto que o palácio foi crescendo pouco a pouco desde a década de 1840, e permanece relativamente pequeno e informal, os terrenos têm um plano unificador. Este resulta do trabalho empreendido pelos Duques de Iorque na década de 1930, com a assistência de Sir Eric Savill, do domínio de Windsor. 
Os campos contêm uma cottage em miniatura, a Y Bwthyn Bach, um presente para a Rainha Isabel II quando era criança, pelo povo de Gales, em 1932.
O parque também contém a Capela Real de Todos os Santos (Royal Chapel of All Saints), a qual foi construída no lugar do pavilhão do porteiro, convertida ao estilo Neogótico em 1825, por Jeffry Wyatt, para o Rei Jorge IV. Situada a uma centena de jardas do Royal Lodge, esta foi regularmente usada pelo Rei e tem sido regularmente utilizada, desde então, por vários membros da Família Real, incluindo a Rainha Isabel II. Em 1852 foi nomeado o primeiro capelão e, desde 1981, o cargo tem sido desempenhado por um dos cónegos do Colégio de São Jorge (da Capela de St George, Castelo de Windsor). O Rei Guilherme IV permitiu que as famílias do Grande Parque  usassem a minúscula capela, e essa permissão mantevesse até à actualidade. 
1. ↑  «Realeza 03.10.2023 às 17h05 Príncipe André chega a acordo importante com o irmão, o rei Carlos III» line feed character character in |título= at position 8 (ajuda)
2. ↑  «Harry está furioso com o pai, e tudo por causa do tio»